# Grenadierwever
De grenadierwever (Euplectes orix) is een zangvogel en komt voor in zuidelijk Afrika. De vogel behoort tot de weverfamilie (Ploceidae) en is circa 15 cm lang.

## Kenmerken
In broedtijd is het mannetje deels spectaculair oranje. De borst, buik en het kopje zijn zwart, de vleugels bruin tot donkergrijs. In vlucht zet hij de feloranje veren op zijn rug uit. Het vrouwtje is lichtgrijs tot bruin.

## Voortplanting
De vogel broedt in het riet aan het water. Het nest is een geweven bolletje van grassprieten.

## Verspreiding en leefgebied
De soort telt vier ondersoorten:
- E. o. nigrifrons: van oostelijk Congo-Kinshasa en zuidwestelijk Kenia tot centraal Mozambique.
- E. o. sundevalli: van Zimbabwe en zuidelijk Mozambique tot noordoostelijk Zuid-Afrika.
- E. o. orix: van Angola, westelijk Zambia en zuidelijk Congo-Kinshasa tot noordelijk Namibië en noordelijk Botswana.
- E. o. turgidus: van zuidelijk Namibië tot zuidelijk Zuid-Afrika.

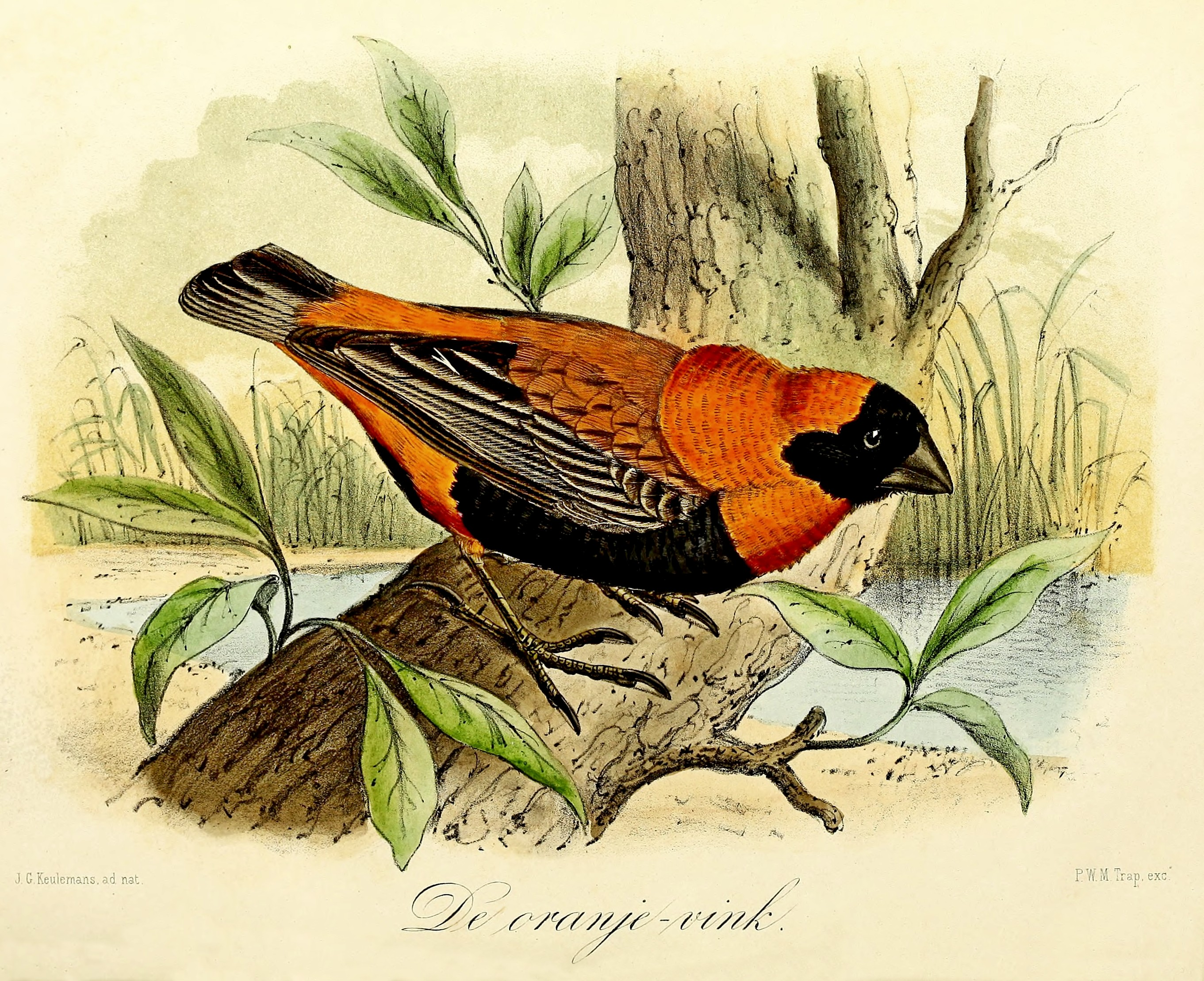
Keulemans 1869